# Ephyrodes pallescens
Ephyrodes pallescens là một loài bướm đêm trong họ Erebidae.